# Nāḩiyat Şirrīn
Nāḩiyat Şirrīn (arabiska: ناحية صرين) är ett subdistrikt i Syrien.   Det ligger i provinsen Aleppo, i den norra delen av landet, 400 km nordost om huvudstaden Damaskus.
Trakten runt Nāḩiyat Şirrīn är ofruktbar med lite eller ingen växtlighet. Runt Nāḩiyat Şirrīn är det ganska tätbefolkat, med 86 invånare per kvadratkilometer.